# Salim Al-basri
Salim Al-basri (arabiska سليم البصري) född 1926 i al-Hilla,död 8 maj 1997 i Bagdad var en irakisk skådespelare. Var en irakisk skådespelare och komiker skådespelerska känd för sin roll som Haji Radhi av 1960-talet irakiska tv-komiker. Salim Al-Basri irakiska skådespelare och författare. Hans framträdanden var komedi & drama och detta gjorde honom till en av de mest kända konstnärerna i Irak. Han spelade komedi roller i den mest kända serien "Enligt Barber rakkniv". Han var beundrad och mycket populär bland det irakiska folket. Han föddes i Bagdad 1926. Han avslutade sin grundskoleutbildning på Aweyna High School och gick in i Humanistiska fakulteten och litteratur - Institutionen för arabiska Språk Bagdad University 1950 examen med en BA 1954. Han gifte sig också 1954 och med sin hustru Latifa Al-Basri (flicknamn Alazawi) Han hade två söner och två döttrar. Den äldste sonen är Mr Akeel Al-Basri grundare av Direct Linen Ltd, och som är en textil Tillverkare i Storbritannien.
I början av Salim yrkesliv 1955 tjänstgjorde han som gymnasielärare, då som en bankir 1965. TV bildades i Irak 1958 och medan han hade andra heltid roller Salim Al-Basri blev en teater författare och artist . År 1961 hans första tv-komedi och drama spelar direktsändes som video inte existerade förrän på 70-talet. År 1966 slutligen flyttade han till arbets heltid för TV i Bagdad. År 1969 var han Bagdad TV manager och liksom hans arbetsförmedlingar han utfört som skådespelare och författare. Han utförs i ett av de mest framgångsrika tv-serien "The Wolf och synar av the City" och även i "The Eagle Eyes and the City" och "Descendants i ögonen i staden" där han presenterade en unik karaktär som representerar en typisk gamla Bagdad personlighet.
Andra stora irakiska aktörer arbetade med honom såsom Khalil Shawqi, Yuosif Alany, Rasim Aljumaily och många andra aktörer. Han var en framstående aktör på grund av sin unika prestanda skapar en annan typ av komedi till skillnad från svart komedi eller någon annan form av komedi. Det ansågs en ny legendarisk formuläret och påverkade irakiska akademiska konst. Han var en av grundarna och betydande legend hela historia konströrelse i Irak och förkroppsligade traditioner den irakiska kulturen i hans pjäser, särskilt kulturen och livsstilen i Bagdad. Han var alltid vara en av de viktigaste ikonerna i Irak på grund av det traditionella inflytande i sina dramer som skapat en särskild beundran och band mellan honom och det irakiska folket.
Liksom hans kärlek till skådespeleri han var en målare i sin ungdom och gillade att titta på sport och fotboll. Han skrev många TV spelar som "Zero-Carr", "Alltid i mitt hjärta", "Sex stolar", "håller inte", "The Point of View", "An Artist mot sin vilja", "New Street" , "Kärlek i Bagdad", "Workshops till den det berör", "Deras tålamod" och "Om". Han deltog också i flera filmer på bio, såsom "The Autumn Leaves" i slutet av 1963 med regissören Hikmat Labib och "Faieq är Getting Married", 1984 och regisserad av den sena Abdul Jalil Ibrahim, "vagnen och hästen" och "Building No. 13" i regi av Sahib Alrahal och höll dussintals roller i tv. Hans död: Salim Al-Basri avled 8 maj 1997, lämnar bakom honom kärlek till människor, genomträngande sina hjärtan och sinnen. Han förblir odödliga i medvetandet hos sina fans som minns vackra minnen eller hans konst.

## Roller på film
- Hösts löv (arabiska أوراق الخريف). Irakisk film. Premiär 1963.
- Fayek gifta sig (arabiska فائق يتزوج). Irakisk film. Premiär 1984.
- Höghus 13 (arabiska عمارة 13). Irakisk film. Premiär 1987.
- Vagn och Häst (arabiska العربة و الحصان). Irakisk film. Premiär 1989.